# Takács

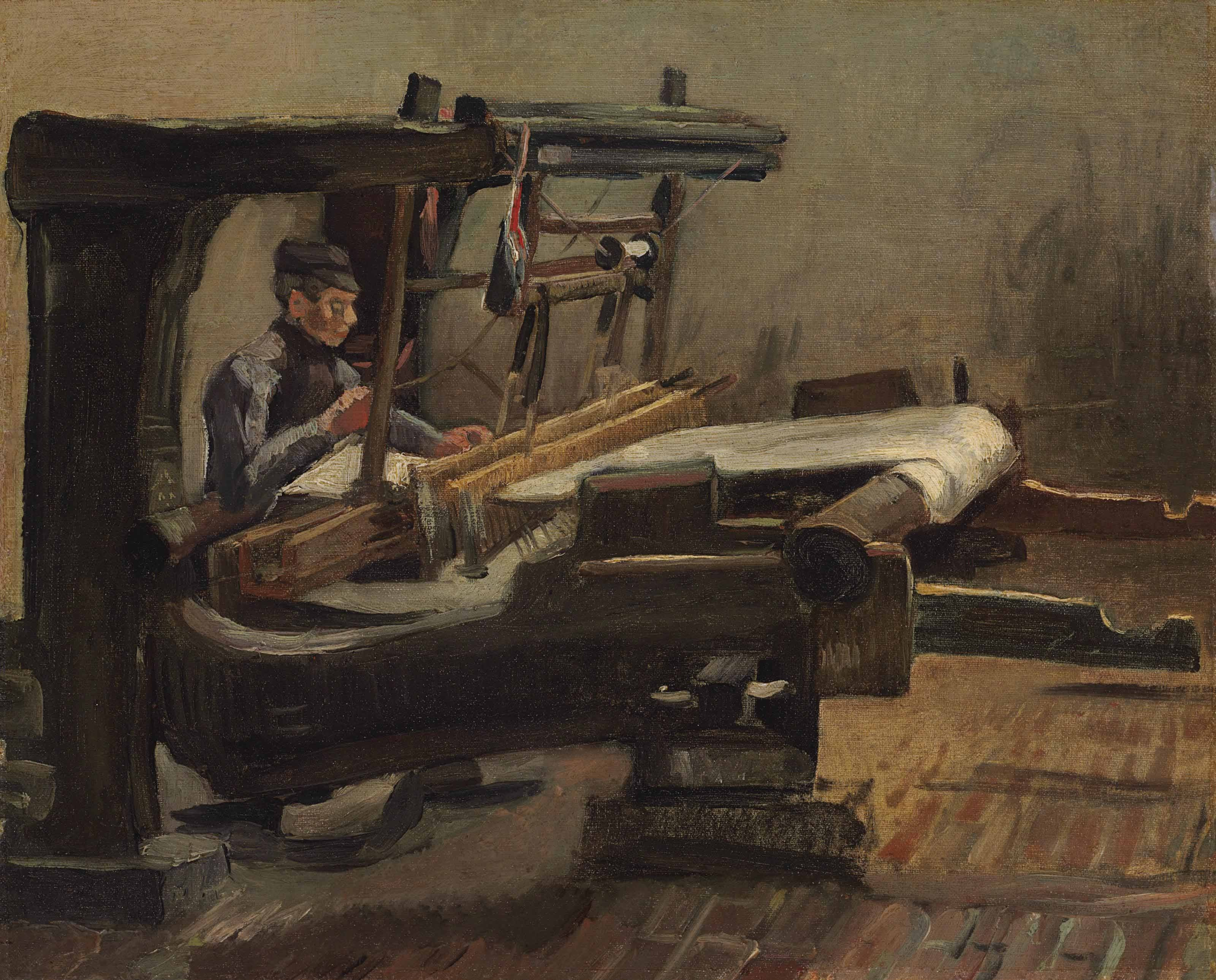
Van Gogh ábrázolása egy takácsról

Takács hagyományos népi mesterség, vászonkészítő szövőmester.

## A munkafolyamat
A hozott fonalat a takács a gombolyítójáról csörlőjével nagy facsövekre átcsévéli. Ezeket a fájfatartóba téve, 12–20 szálával lényegesen gyorsabban végzi a fonalfelvetést, mint a parasztasszonyok két gombolyagból. A takács szövőszéke zártan beépített állványú, nehezebb, rögzítettebb, mint a parasztszövőszék. A vetélője is eltér a hagyományos csónak formától: ezt gyakran nem is kézzel dobja át szövéskor a fonalnyíláson, hanem egy zsinór megrántásával a szövőszékre szerelt egyszerű szerkezet kéz érintése nélkül csúsztatja át meg vissza. A takács terményért vagy pénzért szőtt. 

## Életmódjuk
A legtöbb faluban dolgozó takács nyáron részesaratónak ment, a mezőgazdaságban dolgozott, s csak ősztől tavaszig folytatta a mesterségét. A századfordulón a parasztcsaládok a Kisalföldön, a Dunántúl északi kétharmadán és a Duna–Tisza közén úgyszólván csak takácsokkal szövettek. A parasztasszonyok nem is értettek a szövéshez. Dél-Dunántúlon, valamint a Körös- és Duna közti területen nagyobb részt takácsokkal dolgoztattak. A mezővárosokban az ország más részén is takácsok szőttek a parasztlakosságnak.

## A szó etimológiája
Mint a takács szó mutatja, a takácsmesterséget a Kárpát-medencében lakó szláv népek valamelyikétől vettük át.  

## A mesterségről szóló adatok (története)
Hazánkban a 11–12. századból ismerjük az első adatokat a takácsokról. A takácsok települését jelzi a Veszprém vármegyei Takácsi falunév, mely még 1200 előtt keletkezett. A takácsok kezdetben céhekbe tömörült tanult mesterek voltak. A 14. századtól alakultak városainkban takácscéhek, falvaikban pedig a 17. századdal kezdődően kapott jelentősebb szerepet a takácsok munkája. Előbb a nyugati országrészeken alakultak falusi takácscéhek, a 18. században már a Dunántúl északi részén és a Kisalföldön is jórészt csak céhes takácsok szőttek, s a 19. század közepén az akkori Magyarország délnyugati felében általános volt a házilag készített fonal takácsmesterekkel való megszövetése. Ennek a gyakorlatnak a nyugatról délkelet felé való terjedését Pozsony vármegyétől Temes vármegyéig a takács-céhlevelek kiadásának alapján évszámokhoz kötötten nyomon lehet követni.

## A mesterség elhalása
Az ipari termelés növekedésével csökkent a falun dolgozó takácsok munkalehetősége. Jól példázza ezt a legtipikusabb és legrégibb takácsokkal dolgoztató vidék, az északi Kisalföld egyik falujában, Zsigárdon (1910-ben 2626 lakos) a takácsok számának e századi apadása: 1914-ben 8, 1921-ben 5, 1929-ben 2, 1942-ben 1 takács dolgozott a községben, 1947-ben pedig már egy sem. 